# Паракуру
Паракуру (порт. Paracuru)  —  муниципалитет в Бразилии, входит в штат Сеара. Составная часть мезорегиона Север штата Сеара. Входит в экономико-статистический  микрорегион Байшу-Куру. Население составляет 32 418 человек на 2006 год. Занимает площадь 303,253 км². Плотность населения — 106,9 чел./км².

## Статистика
- Валовой внутренний продукт на 2003 составляет 64.030.886,00 реалов (данные: Бразильский институт географии и статистики).
- Валовой внутренний продукт на душу населения на 2003 составляет 2.121,49 реалов (данные: Бразильский институт географии и статистики).
- Индекс развития человеческого потенциала на 2000 составляет 0,641 (данные: Программа развития ООН).